# Neubulach
Neubulach è un comune tedesco di 5 555 abitanti, situato nel land del Baden-Württemberg.